# Diamonds Are Forever
Diamonds Are Forever (titulada Diamantes para la eternidad en España y Los diamantes son eternos en Hispanoamérica) es una película de espionaje de 1971 y la séptima película de James Bond producida por Eon Productions, la sexta interpretada por Sean Connery como Bond y con Guy Hamilton como director. Es la sexta y última película de Bond protagonizada por Connery, quien regresó para interpretar a James Bond, agente ficticio de MI6, luego de haber rechazado protagonizar Al Servicio Secreto de Su Majestad (1969).
La película está basada en el novela homónima de Ian Fleming, escrita en 1956 y la segunda película de Bond dirigida por Guy Hamilton. La película tiene a Bond haciéndose pasar por un contrabandista de diamantes para infiltrarse en una red de contrabando y pronto descubre un complot de su antiguo enemigo Ernst Stavro Blofeld para usar los diamantes para construir un arma láser espacial. Bond tiene que luchar contra su enemigo para detener el contrabando y paralizar el plan de Blofeld de destruir Washington D. C. y extorsionar al mundo con supremacía nuclear.
Después de que George Lazenby abandonara la franquicia, los productores Harry Saltzman y Albert R. Broccoli probaron a otros actores, pero United Artists quiso traer a Sean Connery de vuelta, pagándole la cifra récord de entonces; un salario de  $1.25 millones para que regresara. Los productores se inspiraron en Goldfinger  igual que con esa película, Guy Hamilton fue contratado para dirigir, y Shirley Bassey interpretó voces en el tema principal. Las locaciones incluyeron Las Vegas, California, y Ámsterdam. La película contó con un presupuesto de 7'2 millones de dólares y fue un éxito comercial, logrando 116 millones de dólares, y recibió críticas positivas en el lanzamiento inicial, pero retrospectivamente recibió críticas por su tono humorístico. Fue nominada al Premio de la Academia al Mejor Sonido. Es la última película oficial de Connery como Bond, que volvería a interpretarlo posteriormente en un film no oficial de la saga, Nunca digas nunca jamás en 1983.

## Argumento
Sinopsis corta
En la historia, Bond se hace pasar por un traficante de diamantes para infiltrarse en una red de contrabando y pronto descubre un complot de su antiguo némesis Ernst Stavro Blofeld para utilizar los diamantes para construir un láser gigante. Bond tendrá que luchar contra su némesis por última vez, con el fin de detener el contrabando y evitar el plan de Blofeld de destruir Washington D. C. y extorsionar al mundo con supremacía nuclear. 
Sinopsis larga
En la secuencia precréditos James Bond (Sean Connery) comienza la película buscando a su enemigo, Ernst Stavro Blofeld (Charles Gray). Tras interrogar y torturar a varios contactos, finalmente lo encuentra en una instalación donde se están creando dobles de Blofeld a través de cirugía para evitar a sus enemigos. Bond mata a un sujeto de prueba ahogándolo en barro antes de que el sujeto lo matase y más tarde observa a Blofeld acompañado de sus guardias a quienes derrota y luego a Blofeld arrojándolo a una fosa de barro caliente. 
Una vez que lo ha eliminado, Bond inicia un nuevo trabajo para investigar un contrabando de diamantes. M (Bernard Lee) le enseña a Bond varias muestras de diamantes y le recuerda que Blofeld está muerto luego de ver la mirada retraída del agente. Ambos son recibidos por Sir Donald Munger (Laurence Naismith), un experto en joyería quien le ofrece jerez a Bond y a M, quien lo rechaza por problemas de salud, Munger le dice a Bond que la gran mayoría de diamantes son extraídos de minas en Sudáfrica, sin embargo, los trabajadores de las minas son muy honestos y cumplen con el estricto sistema de seguridad el cual contiene la seguridad social y el buen pago a ellos. Mientras tanto dos asesinos; el Sr. Wint y el Señor Kidd (Bruce Glover y Putter Smith) dan muerte al doctor Tynan (Henry Rowland), un dentista que debía entregar diamantes y al piloto de un helicóptero (Ray Baker) encargado de recibir los diamantes. Sir Donald advierte que todo sistema de seguridad no es perfecto y que además de enfrentarse a un caso de contrabando existe la posibilidad de que alguien está acaparando los diamantes con el fin de reducir el precio o imponer un chantaje, el presunto acaparador tiene como secuaces al señor Wint y el señor Kidd. 
Bond asume la identidad de un experto contrabandista llamado Peter Franks (Joe Robinson), el cual es distraído por Moneypenny (Lois Maxwell) y otros guardias de seguridad en favor de Bond quien viaja a Ámsterdam, durante una travesía por los canales observa como recogen el cadáver de la señora Whistler (Margaret Lacey), una anciana que esconde algunos diamantes y muerta a manos de Wint y Kidd. Bond al rato acude a un departamento donde conoce a la contrabandista Tiffany Case (Jill St. John), llamada en honor a la joyería del mismo nombre. Tiffany comprueba su huella dactilar hasta creer que Bond es Franks, Tiffany le informa a Bond de su operación para contrabandear 50 quilates de diamantes. Bond tras quitarse la falsa huella dactilar proporcionada por Q (Desmond Llewelyn), éste le comunica que el verdadero Peter Franks se ha escapado de la aduana del aeropuerto, luego de asesinar a un guardia, y se dirige también a Ámsterdam. Bond sigue a Franks al departamento de Tiffany donde ambos luchan en el ascensor y Bond lo asesina ahogándolo con un extintor y le hace creer a Tiffany que ha matado a Bond luego de intercambiar sus documentos con los del muerto. Escondiendo los diamantes en el cadáver y con documentos que hacían pasar al muerto como su hermano y a su vez Bond manteniendo su identidad de Franks; Tiffany y Bond llegan a Las Vegas con el cadáver y los 55 quilates de diamantes y Bond es recibido por Felix Leiter (Norman Burton), su colega y viejo amigo de la CIA quien aparenta como guardia aduanero y quien le avisa a Bond que hombres de la Funeraria Slumber lo esperan. Bond los acompaña haciéndoles creer que el muerto es su hermano y una vez cremado por el dueño de la funeraria Morton Slumber (David Bauer) se dirige a un nicho para poner las cenizas con los diamantes y recibir el dinero en un sobre pero aun así sobrevive a un intento de asesinato por parte de Wint y Kidd quienes intentan cremar vivo a 007. Slumber y un hombre llamado Shady Tree (Leonard Barr) le reclaman a Bond que los diamantes son falsos pero Bond asegura que los diamantes son reales y los abandona para alojarse en el Hotel Tropicana. 
Bond en el hotel se entera por Leiter que los diamantes en el cadáver si eran falsos aunque a su vez se entera de que Q enviraría la verdadera mercancía. Posteriormente Bond acude al Hotel-Casino Whyte House, propiedad del multimillonario Willard Whyte, a un espectáculo cómico ofrecido por Tree, espectáculo al que acuden también Wint y Kidd quienes luego dan muerte a Tree y cuyo cadáver observa luego Bond, este se dirige al casino para jugar craps llamando la atención de Plenty O'Toole (Lana Wood), una atractiva mujer. El crédito del casino y la presencia de Bond en los camerinos llama la atención del gerente Burt Saxby (Bruce Cabot) quien llama a Willard Whyte pidiéndole autorización para matar a Bond, luego de avisarle de la muerte de Tree y creyendo que Bond es Franks, pero Whyte pide dejarlo con vida. Bond gana dinero y comparte 5 mil dólares a Plenty y la lleva a su suite donde fallidamente tratan de tener relaciones ya que los hombres de la funeraria los interrumpen y arrojan a Plenty por la ventana hasta caer en la piscina, Bond golpea a uno de los hombres obligándoles a irse sabiendo que buscaban los diamantes. Luego Bond encuentra a Tiffany quien le advierte del peligro que corre además de tener relaciones con Bond además de pedirle los diamantes llegando los dos a un acuerdo; los diamantes a cambio de pasajes a Hong Kong junto con un coche rentado.
Al día siguiente Tiffany acude al Circus Circus siendo vigilada por Bond y Leiter, este desconfiando de la estrategia de Bond para llegar al cabecilla del contrabando. Luego de intentar jugar blackjack, el tallador con disimulo le da una carta en la que le pide jugar con los globos de agua, Tiffany juega y gana (ya que la máquina estaba arreglada) teniendo como premio un perro de peluche, Tiffany al ver que es vigilada por agentes de la CIA los despista en una atracción del terror y consigue huir. Leiter encuentra a Bond con el auto rentado avisándole del escape de Tiffany, Bond la encuentra en su hogar y ambos descubren el cadáver de Plenty, ahogada presuntamente por Wint y Kidd siendo confundida por Tiffany siendo la siguiente después del médico y el obrero en Sudáfrica, la señora Whistler en Ámsterdam, Tree en el Whyte house mientras que con Bond ya habían fallado; toda la gente involucrada en el asunto del contrabando de diamantes es asesinada. Bond interroga a Tiffany sobre los diamantes (que también está tras la pista de los diamantes y confundida con los hechos), intuyendo que éstos estaban en el perro de peluche que había ganado Tiffany, el cual es depositado en una camioneta, la cual es seguida por Bond y Tiffany. La camioneta es conducida por Saxby quien se detiene en una estación de gasolina y Tiffany advierte a Bond que Willard Whyte no había salido de su Penthouse en 3 años y nadie sabía de él. Luego de que Bond observase un sospechoso cambio de chófer de la camioneta, Tiffany obstruye el paso a la camioneta fingiendo una caprichosa situación en la estación, así permitiendo que Bond entrase en la parte trasera de la camioneta. Tiffany sigue la camioneta hasta una empresa de tecnología de Whyte mientras que Bond aun dentro de la camioneta baja al subnivel 3 del lugar. Bond observa que desde la estación la camioneta había cambiado de chófer y accede a un área restringida junto con Klaus Hergersheimer (Ed Bishop), encargado de los blindajes contra la radiación. Luego de entablar una conversación con Hergersheimer, Bond toma su identidad accediendo a un laboratorio dirigido por el doctor Metz (Joseph Fürst), el segundo chofer de la camioneta quien saca del perro de peluche los diamantes que había en su interior, al entrar Bond ve varios diamantes pero Metz con enojo le exige irse, en el momento que Metz atendía una llamada de Whyte observa un casete de marchas militares lo echa del laboratorio. En el momento que Bond sale, entra el verdadero Hergersheimer, lo cual da la alarma a las instalaciones, Bond es interceptado en un campo de pruebas aeroespaciales robándose un vehículo lunar, dándose a la fuga y siendo perseguido por guardias de seguridad a quienes logra vencer y huir. Al llegar a Las Vegas son perseguidos por el sheriff de la ciudad, llamado por los guardias de seguridad, y tras una persecución, Bond logra evadirlo junto con varios policías.
Bond y Tiffany se hospedan en la suite nupcial de Whyte House donde luego Leiter les avisa que Whyte está limpio y para evitar más problemas los encerraría en la suite siendo vigilados por agentes de la CIA, Bond sale por la ventana para subir al Penthouse y negociar con Whyte. Nadie sabe por qué Whyte está acaparando diamantes, pero todo el que se envuelve en la operación de contrabando acaba muerto. Con dificultad Bond sube por la fachada del edificio y se cuela en el Penthouse de Whyte quien obliga a Bond a desarmarse e ir a su oficina. Allí recibe una desagradable sorpresa: descubre que no había matado a Blofeld, sino a un impostor, Blofeld le muestra a Bond un aparato cambiador de voz con el que emula ser Whyte. Bond observa el emporio de Whyte y Blofeld cuenta que mantiene prisionero al verdadero Whyte, donde en ese mismo instante mata a otro impostor que era otro doble del villano, ya que se había confundido con el característico gato de Blofeld aunque el verdadero poseía un collar de diamantes. Blofeld obliga a Bond a abandonar el lugar, una vez en el ascensor es aturdido con gas somnífero y secuestrado por Wint y Kidd queriendo matarlo, ambos asesinos abandonan a Bond en un oleoducto en construcción, al despertar Bond nota un desagradable olor de colonia, perteneciente a Wint, Bond logra salir del tubo evitando morir por el soldador del mismo. 
Posteriormente Bond fingiendo la voz de Saxby, gracias a otro cambiador de voz esta vez creado por Q, llama a Blofeld avisándole que el agente sigue vivo y con más agentes y pide trasladar a Whyte, Blofeld responde que Whyte está como prisionero en su casa de verano a 10 millas del lugar y ordena asesinarlo, a su vez Blofeld llama a Metz para adelantar sus planes. En la casa de Whyte Bond se encuentra con bellas pero letales mujeres; Bambi (Lola Larson) y Thumper (Trina Parks), las cuales golpean a Bond hasta que el agente domina la situación en la piscina de la casa luego de evitar ser ahogado por ambas mujeres. Bambi da la ubicación de Whyte (Jimmy Dean) y tras ser rescatado son tiroteados por Saxby el cual cae abatido. Tiffany tras conversar con Q, quien ganaba dinero en las máquinas tragamonedas trucándolas, observa a Blofeld vestido de mujer con su gato y lo sigue siendo secuestrada y llevada en el mismo coche que Blofeld acompañado de los choferes de Slumber. Bond y Leiter acuden junto con Whyte a la instalación que Bond había visitado antes descubriendo que su antiguo enemigo ha construido un satélite con la ayuda de Metz, que si bien no estaba en la nómina de Whyte pero era un reconocido científico experto en refracción láser y dicho satélite había sido enviado a una estación espacial, pero ya siendo tarde; el satélite ya había sido puesto en órbita y en vano intento de detener el satélite por parte de los empleados de Whyte. Bond y Whyte intuyen que el satélite contiene un generador láser gigante que se encuentra en órbita alrededor de la tierra, que usa diamantes para intensificar su energía, consiguiendo que cabezas nucleares, submarinos o cohetes se autodestruyan espontáneamente. El satélite comienza destruyendo una base de misiles en Dakota del Norte, un submarino soviético y una base militar china. Whyte es alertado por el gobierno de haber recibido un mensaje de Blofeld pidiendo rescate por sus ataques con el satélite y con plazo de 24 horas para pagar, Whyte advierte que el satélite es manejado por computadora usando un codificador de voz teniendo como base un casete. Whyte, Bond y Leiter organizan un plan para atacar el escondite de Blofeld y rescatar a Tiffany secuestrada por Blofeld. Tras investigar las propiedades de Whyte en su penthouse descubren que Blofeld se esconde en una central de petróleo que no pertenecía a Whyte en Baja California.

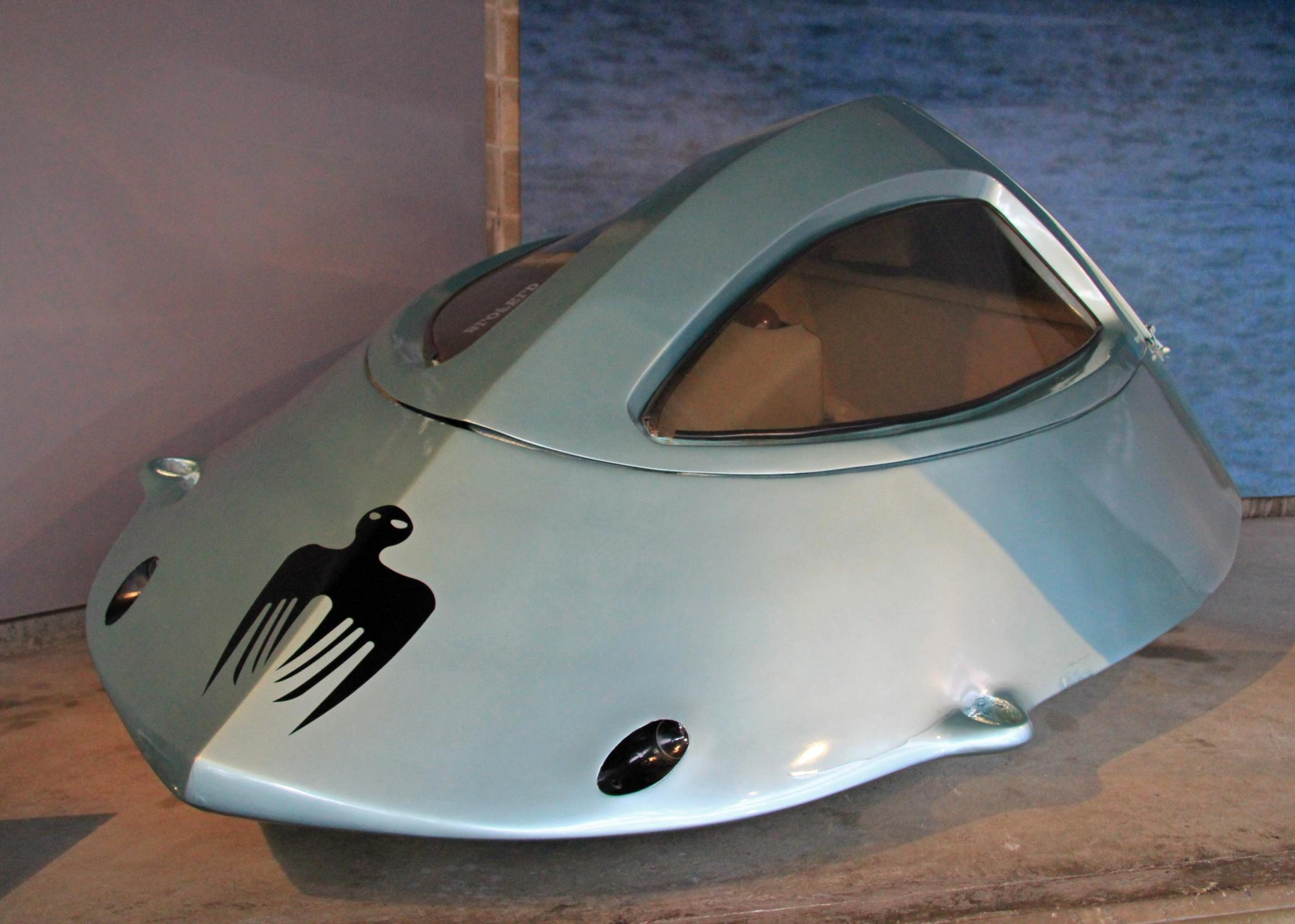
Minisubmarino usado por Blofeld en la película

Bond llega al lugar y una vez ahí Blofeld le muestra que el satélite funciona con un casete que tiene grabada su voz pretendiendo usar su invento para extorsionar a las potencias mundiales bajo la amenaza de la destrucción total, en vano Bond intenta cambiar la cinta y luego cae prisionero de Blofeld junto con Tiffany, quien aparentaba estar del lado de Blofeld. El satélite es fijado con objetivo a Washington D. C.. Antes de caer prisionero Bond da la señal de ataque a los marines comandados por Leiter, quienes atacan el escondite desencadenándose una gran batalla, Metz idealista de la paz mundial ve que a Blofeld solo le interesa causar solo el caos mundial. Bond y Tiffany logran escapar y el agente evita que Blofeld escape estrellando su minisubmarino (con el adentro) al complejo donde solo quedan menos de 5 minutos para destruir Washington. Cumplida la misión Tiffany y Bond huyen de la base.
Poco después Tiffany y Bond van en un crucero por cortesía de Whyte, mientras se despiden ignoran que los asesinos Wint y Kidd estaban también dentro del barco. Esa misma noche los dos asesinos se hacen pasar por chef y mesero del crucero justo en ese mismo momento descubre que son los asesinos que frustradamente lo habían intentado matar; al notar que Wint no sabe de vinos y por su fuerte olor de loción. En otro intento por matarlo, Bond mata a Kidd incendiándolo y a Wint con una bomba que los asesinos tenían para matar al agente y a la contrabandista. Después de ser neutralizados los asesinos, Bond y Tiffany ven las estrellas sabiendo que los diamantes se quedaron para siempre en el satélite.

## Reparto
- Sean Connery - James Bond: agente británico de MI6.
- Jill St. John - Tiffany Case: contrabandista de diamantes.
- Charles Gray - Ernst Stavro Blofeld: Líder de SPECTRE y archienemigo de Bond. Curiosamete Gray interpretó a Dikko Henderson en Sólo se vive dos veces en 1967.
- Lana Wood - Plenty O'Toole: una atractiva mujer que Bond conoce en el casino.
- Jimmy Dean - Willard Whyte: un joven empresario, vagamente basado en Howard Hughes.
- Bruce Cabot - Albert R. 'Bert' Saxby: gerente de casino de Whyte que colabora con Blofeld. Su nombre es un guiño al productor Albert R. Broccoli.
- Putter Smith y Bruce Glover - Sr. Kidd y Sr. Wint: asesinos y secuaces de Blofeld.
- Norman Burton - Felix Leiter: colega y aliado de Bond en la CIA en la búsqueda de Blofeld.
- Joseph Furst - Dr. Metz: científico que es el principal experto mundial en refracción láser, que está en la nómina de Blofeld.
- Bernard Lee - 'M': director de MI6
- Desmond Llewelyn - 'Q': jefe del departamento técnico de Mi6.
- Lois Maxwell - Moneypenny: secretaria de M.
- Leonard Barr - Shady Tree: comediante y contrabandista.
- Margaret Lacey - Sra. Whistler: profesora y contrabandista de diamantes.
- Joe Robinson - Peter Franks: contrabandista de diamantes cuya identidad es asumida por Bond.
- David de Keyser - Doctor
- Laurence Naismith - Sir Donald Munger: experto en diamantes que encarga el caso a MI6.
- David Bauer - Morton Slumber: dueño de una cadena de funerarias.

Lola Larson y Trina Parks interpretan a Bambi and Thumper, guardaespaldas de Whyte. Shane Rimmer aparece en un papel no acreditado como Tom, el director de la instalación de astronáutica de Whyte. Ed Bishop interpretó a Klaus Hergersheimer, un amigable científico involucrado en la construcción del satélite.
Personajes no acreditados:
- Marc Lawrence y Sid Haig (no acreditados) - asistentes de Slumber Inc.
- Henry Rowland (no acreditado) - Doctor Tynan.
- Cassandra Peterson (no acrditada) - bailarina.

## Producción
Los productores originalmente tenían la intención de que Diamonds Are Forever recreara aspectos comercialmente exitosos de Goldfinger, incluyendo contratar a su director, Guy Hamilton. Peter R. Hunt, quien había dirigido Al Servicio Secreto de Su Majestad y que había trabajado en películas anteriores de la franquicia como editor, fue invitado antes que Hamilton, pero debido a su participación en otro proyecto solo pudo trabajar en la película si se posponía la fecha de producción, lo que los productores se negaron a hacer.

### Guion

#### Richard Maibaum
Mientras  Al Servicio Secreto de Su Majestad  estaba en posproducción, Richard Maibaum escribió los tratamientos iniciales y un guion para  Diamonds Are Forever  como una secuela con temática de venganza con Irma Bunt y Marc-Ange Draco regresando, y Bond está de luto por su difunta esposa Tracy mientras suena de fondo We Have All The Time In The World de Louis Armstrong.
Cuando George Lazenby renunció al papel antes del lanzamiento de la película, se solicitó una reescritura completa, además de que el guion de Maibaum no logró impresionar Albert R. Broccoli y Harry Saltzman. Después de esto, una trama original tenía como villano al gemelo de Auric Goldfinger, buscando venganza por la muerte de su hermano. La trama cambió más tarde después de que Broccoli tuvo un sueño, donde su amigo cercano Howard Hughes fue reemplazado por un impostor. Por lo tanto, se creó el personaje de Willard Whyte, y se eligió a Tom Mankiewicz para reelaborar el guion.

#### Tom Mankiewicz
Mankiewicz dice que fue contratado porque Broccoli quería que un escritor estadounidense trabajara en el guion, ya que gran parte de él estaba ambientado en Las Vegas "y los británicos escriben gángsters estadounidenses realmente pésimos", pero tenía que ser alguien que también entendiera el idioma británico. , ya que tenía personajes británicos. David Picker de United Artists había visto el musical Georgy escrito por Mankiewicz y lo recomendó; lo contrataron en una prueba de dos semanas y lo mantuvieron durante el resto de la película. Mankiewicz luego estimó que la novela proporcionó alrededor de 45 minutos del tiempo de ejecución final de la película.
La adaptación eliminó a los principales villanos de la novela fuente Ian Fleming, mafiosos llamados Jack y Seraffimo Spang, pero utilizó a los secuaces Shady Tree, Mr. Wint y Mr. Kidd.

### Elenco
A George Lazenby se le ofreció originalmente un contrato para siete películas de Bond, pero se negó y se fue después de solo una, Al Servicio Secreto de Su Majestad, por consejo de su agente Ronan O'Rahilly. Los productores contemplaron reemplazarlo con John Gavin, aunque los actores Clint Eastwood, Adam West (conocido por protagonizar la teleserie Batman) y Burt Reynolds también habían sido considerados; Eastwood, Reynolds y West habían declarado que Bond no debería ser interpretado por un actor estadounidense. Michael Gambon, en aquel entonces poco conocido, rechazó la oferta de interpretar a Bond, diciéndole a Broccoli que estaba "en muy mal estado". El director de United Artists, David Picker, no estaba contento con esta decisión y dejó en claro que se iba a atraer a Connery para que volviera al papel y que el dinero no era un problema. Cuando se le propuso retomar el papel de Bond, Connery exigió la tarifa de 1,25 millones de libras esterlinas. Para atraer al actor a interpretar a Bond una vez más, United Artists ofreció dos películas seguidas de su elección. Después de que ambas partes acordaron el trato, Connery utilizó la tarifa para establecer el Scottish International Education Trust, donde los artistas escoceses podían solicitar fondos sin tener que salir de su país para seguir sus carreras. Dado que John Gavin ya no se postulaba para el papel, United Artists pagó su contrato en su totalidad. La primera película realizada bajo el contrato de Connery fue The Offence, diririgida por su amigo Sidney Lumet. La segunda fue una adaptación de Macbeth de William Shakespeare, utilizando sólo actores escoceses y en el que el propio Connery interpretaría al personaje principal. Este proyecto fue abandonado porque la versión de Roman Polanski de 1971 ya estaba en producción.
Charles Gray fue elegido como el villano Ernst Stavro Blofeld, después de interpretar a un aliado de Bond llamado Dikko Henderson en Solo se vive dos veces (1967).
El músico de jazz Putter Smith fue invitado por Harry Saltzman a interpretar al Sr. Kidd, después de un espectáculo de la banda de Thelonious Monk. El cantautor Paul Williams originalmente fue elegido como el Sr. Wint. Cuando no pudo ponerse de acuerdo con los productores sobre la compensación, Bruce Glover lo reemplazó. Glover dijo que estaba sorprendido de haber sido elegido, porque al principio los productores dijeron que él era demasiado normal y que querían un actor deforme estilo Peter Lorre.
Bruce Cabot, que interpretó el papel de Bert Saxby, murió al año siguiente; la película resultó ser su último papel cinematográfico. Jimmy Dean fue elegido como Willard Whyte después de que Saltzman vio una presentación de él. Dean estaba muy preocupado por interpretar a Howard Hughes pastiche, porque era un empleado de Hughes en el Desert Inn.
A Jill St. John se le había ofrecido originalmente el papel de Plenty O'Toole, pero consiguió la protagonista femenina después de que Sidney Korshak, quien ayudó a los productores a filmar en ubicaciones de Las Vegas, recomendó a su cliente St. John, quien se convirtió en la primera chica Bond estadounidense. Linda Thorson se reunió con Cubby Broccoli, con la esperanza de ser considerada para el papel de Case, pero nunca la consideró para el papel, aunque la mencionó brevemente como una posibilidad para el papel de Plenty O'Toole. Algún tiempo después, Broccoli le dijo a Thorson que nunca fue elegida para una película de Bond porque no tenía el pelo largo. Lana Wood fue elegida como Plenty O'Toole, siguiendo una sugerencia del guionista Tom Mankiewicz. Denise Perrier, Miss Mundo 1953, interpretó a "Marie", la mujer en bikini que es obligada por Bond a revelar la ubicación de Blofeld.
Se filmó un cameo de Sammy Davis Jr. jugando en la mesa de la ruleta, pero su escena finalmente fue eliminada.
Inicialmente, el personaje de Miss Moneypenny no aparecía en la película, en parte porque Lois Maxwell había pedido un aumento salarial, pero durante la producción se decidió agregar la escena en la que, disfrazada de oficial de aduanas, Moneypenny le entrega a Bond sus documentos de viaje. en el puerto de Dover. La escena adicional fue una reescritura de último minuto, ya que los productores sintieron que era importante incorporar a Maxwell después de que se resolviera su problema. Maxwell y Connery filmaron sus líneas por separado para la escena corta.

### Rodaje
El rodaje comenzó el 5 de abril de 1971, con las escenas sudafricanas filmadas en el desierto cerca de Las Vegas y terminó el 13 de agosto de 1971. La película se rodó principalmente en los Estados Unidos, con ubicaciones que incluyen el Aeropuerto Internacional de Los Ángeles, Universal City Studios y ocho hoteles de Las Vegas. Además de los Estudios Pinewood en Buckinghamshire, otros lugares en Inglaterra fueron Dover y Southampton. La secuencia climática de la plataforma petrolera fue filmada en la costa de Oceanside, California. Otros lugares de rodaje incluidos Cap D'Antibes en Francia para las escenas iniciales, Ámsterdam, los hangares de Lufthansa en Alemania y el Aeropuerto de Fráncfort.
La filmación en Las Vegas tuvo lugar principalmente en hoteles propiedad de Howard Hughes, ya que era amigo de Cubby Broccoli. Vaciar las calles para rodar se logró gracias a la colaboración de Hughes, la policía de Las Vegas y la asociación de comerciantes. El Hilton de Las Vegas emula el casino-hotel Whyte House, y dado que el propietario del Circus Circus era un fan de Bond, permitió que el circo se usara en películas e incluso hizo un cameo. Los directores de fotografía dijeron que filmar en Las Vegas por la noche tenía una ventaja: no se requería iluminación adicional debido a la gran cantidad de luces de neón. Sean Connery aprovechó al máximo su tiempo en locaciones en Las Vegas. "No pude dormir en absoluto. Filmamos todas las noches, vi todos los espectáculos y jugaba golf todo el día. El fin de semana me derrumbé, me derrumbé. Como una calavera con piernas". También jugó en las máquinas tragamonedas y una vez retrasó una escena porque estaba recolectando sus ganancias. Mientras filmaba en Las Vegas, Connery salió con su coprotagonista Lana Wood.
La casa de Kirk Douglas fue utilizada para la escena en la casa de Tiffany, mientras que la Elrod House en Palm Springs, diseñada por John Lautner, se convirtió en la casa de Willard Whyte. Las tomas exteriores de la funenaria Slumber eran de la Funeraria Palm en Henderson, Nevada. Los interiores eran un decorado construido en Pinewood Studios, donde Ken Adam imitó la vidriera en forma de rombo del edificio real en su nave. Durante el rodaje, Adam visitó varias funerarias en el área de Las Vegas, la inspiración detrás del llamativo diseño del depósito de cadáveres Slumber, el uso de muebles Art Nouveau de mal gusto y lámparas Tiffany provino de estas experiencias. La producción de la escena del crematorio terminó el 13 de agosto de 1971.
Dado que la persecución de automóviles en Las Vegas tendría muchos accidentes automovilísticos, los realizadores tenían un acuerdo de colocación de productos con Ford para usar sus vehículos. La única demanda de Ford fue que Sean Connery tuviera que conducir el Mustang Mach 1 de 1971, que sirve como el auto de Tiffany Case. Un Mustang fue usado en Goldfinger y Thunderball, mientras un Mercury Cougar se utilizó en "Al servicio secreto de Su Majestad", y las "chicas Bond" condujeron cada uno. El Moon Buggy se inspiró en el NASA Lunar rover, pero con adiciones como brazos agitados, ya que los productores no encontraron el diseño lo suficientemente "escandaloso". Construido por Dean Jeffries, un fabricante de automóviles personalizado en un chasis Corvair con motor trasero, era capaz de alcanzar velocidades de carretera. Los neumáticos de fibra de vidrio tuvieron que ser reemplazados durante la secuencia de persecución porque el calor y el suelo irregular del desierto los arruinaron.
Hamilton tuvo la idea de hacer una escena de pelea dentro de un ascensor, que fue coreografiada y realizada por Sean Connery y un doble. Joe Robinson. Finalmente inspiró un error de continuidad, ya que el automóvil ingresa al callejón con los neumáticos del lado derecho y sale de la calle conduciendo por el lado izquierdo. Durante la persecución de autos en la que la policía persigue a Bond en un pequeño estacionamiento, el Mustang debía saltar una pequeña rampa sobre varios autos. Bill Hickman hizo este truco; el conductor de acrobacias contratado no pudo realizar esto y destrozó dos o tres coches. Al equipo de especialistas solo le quedaba un automóvil, por lo que llamaron a Hickman, quien condujo durante horas hasta el lugar, se subió al Mustang e hizo el truco de una sola vez. Mientras se filmaba la escena en la que se encuentra a Plenty O'Toole ahogada en la piscina de Tiffany, Lana Wood en realidad tenía los pies atados sin apretar a un bloque de cemento en la parte inferior. Los miembros del equipo de filmación sostuvieron una cuerda a través de la piscina para ella, con la que podía levantar la cara del agua para respirar entre tomas. La piscina estaba llena de tal manera que hacía que el bloque se moviera más profundo con cada toma. Finalmente, Wood se sumergió, pero los espectadores lo notaron y la rescataron antes de ahogarse. Wood, que era buceadora certificada, tomó un poco de agua pero se mantuvo tranquila durante la prueba, aunque luego admitió algunos "momentos muy incómodos y bastante lucha hasta que me sacaron".

### Música
La banda sonora original fue compuesta una vez más por John Barry, la sexta vez que compone para una película de Bond. "Diamonds Are Forever", la canción principal, fue el segundo tema de James Bond interpretado por Shirley Bassey, después de "Goldfinger" en 1964.
Connery de vuelta en el papel principal, el "Tema de James Bond" fue tocado por una guitarra eléctrica en el algo inusual, con una azulada sequencia del cañón de pistola, acompañado de ondas prismáticas de luz, en la secuencia de los pre-créditos, y en una versión orquestal completa durante una secuencia de aerodeslizador en Ámsterdam.

## Estreno y recepción
La película se estrenó el 14 de diciembre de 1971 en Múnich, Alemania Occidental, y el 16 de diciembre en Sídney y Melbourne, Australia, antes de abrir en otras 44 ciudades en los Estados Unidos, Canadá y Europa el 17 de diciembre y en 11 ciudades más en Japón, Nueva Zelanda y Europa el 18 de diciembre de 1971. Recaudó $ 2,242,557 en sus primeros seis días en todo el mundo, incluidos $ 1,569,249 en su primer fin de semana en Estados Unidos y Canadá, donde terminó número uno en taquilla durante la semana. En el Reino Unido la película se estrenó en el Odeon Leicester Square el 30 de diciembre de 1971. En sus primeros 17 días en los Estados Unidos y Canadá hasta el 2 de enero de 1972, recaudó $ 16,238,915 y había recaudado $ 8,330,000 en el extranjero hasta la misma fecha, para un total mundial de $ 24,568,915, que United Artists afirmó fue un récord en un período tan corto. Diamonds are Forever fue número uno en las listas estadounidenses durante siete semanas consecutivas, y llegó a recaudar 116 millones de dólares en todo el mundo, de los cuales $ 43 millones fueron de Estados Unidos y Canadá.

### Críticas contemporáneas
Roger Ebert, del Chicago Sun-Times, señaló, en una revisión positiva, la irrelevancia de la trama y los "momentos de estupidez", como cuando Bond se encontró conduciendo un buggy lunar con antenas giratorias y brazos robóticos aleteando. Elogió la escena de la persecución de autos de Las Vegas; particularmente, el segmento en el que Bond conduce el Ford Mustang sobre dos ruedas. Vincent Canby, del The New York Times, elogió con entusiasmo la película como:

un viaje nostálgico por el carril de los recuerdos: en jet, helicóptero, coche fúnebre, máquina lunar y con los pies descalzos a través de alfombras de pelo largo hasta camas tamaño king en habitaciones de hotel tan grandes como Nevada. Muchas cosas han cambiado desde Sólo se vive dos veces  (1967), la última aventura real de Bond, pero 007 se ha mantenido como un firme agente del complejo industrial-militar, un amigo de la CIA y un sexista triunfante. Es suficiente para hacer llorar de gratitud. Quiero decir, no todo debe ser mutable. Diamonds Are Forever también es genial, absurda y divertida, no solo porque recuerda los estados de ánimo y los modales de los años sesenta (que, al terminar, ahora parecen comprensibles con seguridad), sino también porque todas las personas conectadas con la película obviamente saben lo que están haciendo.

Jay Cocks, según escribió para la revista Time, sintió que Diamonds Are Forever era "en cierto modo, la mejor. Esto significa, sin duda alguna, la más loca, pero no la más sexy". Además, elogió a Connery como "un actor excelente y enérgico con una presencia innegable [que] convierte su desprecio tan publicitado por el personaje de Bond en algunos momentos irónicos de autoparodia. Es capaz de hacer cosas mejores, pero le guste o no, es el perfecto, el único James Bond ". Peter Schjeldahl, del New York Times, describió la película como "una película bastante buena, no un gran arte, pero un empaque fantástico. Lo mejor (o, de todos modos, lo mejor y lo peor) de las fórmulas clásicas, en particular, el truco y el exotismo, se han conservado, se han actualizado algunos elementos añadidos y otros se han modificado". La revista Variety escribió que James Bond "todavía da un golpe letal en todos sus retozos, todavía se las arregla para rodearse de sexpots con poca ropa. Sin embargo, la película no tiene la misma calidad o estilo que sus muchas predecesoras. Aparentemente, los señores Albert R. Broccoli y Harry Saltzman, que han hecho una fortuna produciendo estas películas inspirados en Ian Fleming, han llegado a ese punto en el que una historia sostenida significa poco para preparar una película de 007. Eso es lo que le falta a este último de la serie, y para por esta razón no puede haber suspenso. Pero hay acción, en abundancia a la manera familiar de Bond ".

### Críticas retrospectivas
25 años después de su estreno, James Berardinelli criticó el concepto de un satélite de disparo láser y las actuaciones de Jill St. John, Norman Burton y Jimmy Dean. Christopher Null llamó a St. John "una de las chicas Bond menos efectivas - hermosa, pero chillona e indefensa". Steve Rhodes dijo, "luciendo y actuando como un par de pseudo-campesinos, [Putter Smith y Bruce Glover] parecen haber vagado por accidente desde el escenario de sonido contiguo al rodaje de esta película". Pero también elogió la persecución de autos como "clásica".
Según Danny Peary, Diamonds are Forever es "una de las películas más olvidables de toda la serie de Bond" y que "hasta la reaparición de Blofeld debemos ver lo que no es mejor que un melodrama mundano de contrabando de diamantes, sin el espectáculo que asociamos con James Bond: el escenario de Las Vegas no es lo suficientemente exótico, hay poco humor, los asesinos Sr. Kidd y Sr. Wint son similares a los personajes que encontrarías en Los Vengadores, pero no tan divertidos, y los problemas en los que se mete Bond, incluso Maxwell Smart podría escapar ". IGN la eligió como la tercera peor película de James Bond, solo detrás de El hombre de la pistola dorada  y Die Another Day. Total Film colocó al Sr. Wint y al Sr. Kidd, y Bambi y Thumper, como el primer y segundo peores villanos de la serie Bond (respectivamente). La película fue recibida más positivamente por Xan Brooks de The Guardian, quien dijo que era "extrañamente brillante, el mejor del grupo: la perfecta película de Bond para un mundo occidental imperfecto y opaco".  En el sitio web del agregador de reseñas Rotten Tomatoes, la película tiene un índice de aprobación del 66% basado en 47 reseñas con una calificación promedio de 6.3 / 10. El consenso del sitio web afirma que "Diamonds Are Forever es un asunto en gran parte derivado, pero aún así es bastante entretenido, gracias a grandes acrobacias, diálogos ingeniosos y la presencia de Sean Connery".
La película fue nominada a un Premio de la Academia al Mejor Sonido por Gordon McCallum, John W. Mitchell y Al Overton.